# Casper Sloth
Casper Bisgaard Sloth, född 26 mars 1992 i Aarhus, är en dansk fotbollsspelare som spelar för isländska Stjarnan. Han har också representerat det danska landslaget. 

## Karriär

### AGF
Han debuterade i Superligaen som 17-årig den 7 december 2009, spelandes för AGF hemma mot Esbjerg fB på NRGi Park. Under fem säsonger spelade han 134 matcher för klubben, som säsongen 2010/2011 vann andradivisionen 1. division. Under tiden i AGF blev Sloth även uttagen i det danska landslaget. 

### Leeds United
I augusti 2014 värvades Sloth av engelska Leeds United och skrev på ett treårskontrakt för klubben. Under sitt första år i Leeds spelade han fjorton matcher, varav åtta från start, men säsongen efter figurerade han inte överhuvudtaget i a-laget. 

### AaB
I juli 2016 såldes han till danska AaB med vilka han skrev kontrakt på tre år.

### Silkeborg IF
I juli 2017 värvades Sloth på en fri transfer av Silkeborg IF, där han skrev på ett tvåårskontrakt.

### Motherwell
Den 21 maj 2019 värvades Sloth av skotska Motherwell, där han skrev på ett tvåårskontrakt.

### Notts County
Den 20 augusti 2020 värvades Sloth av Notts County. Den 6 oktober 2020 meddelade Notts County att han lämnade klubben.

### Helsingør
Den 29 oktober 2020 återvände Sloth till Danmark för spel i 1. division-klubben FC Helsingør, där han skrev på ett kontrakt över resten av året.

### Stjarnan
Den 13 juni 2021 värvades Sloth av isländska Stjarnan.